# 山本優弥
山本 優弥（やまもと ゆうや、1984年7月15日 - ）は、日本の男性キックボクサー。広島県尾道市出身。青春塾所属。
バックボーンは空手（新空手）。オールラウンダーだがその中でも、オーソドックススタイルからのスイッチ左ミドルキックや、バックハンドブローなどを得意とする。

## 来歴
尾道市立高須小学校・福山市立松永中学校・広島県立松永高等学校卒業。　
2001年5月5日、16歳で第12回全日本新空手道選手権大会の軽量級に出場し、史上最年少年齢で優勝。
2001年9月7日、空修会館所属として全日本キックボクシング連盟に17歳でデビュー。デビュー戦はダウンを奪い、判定勝ち。
2003年11月、加藤督朗に左ミドルキック２発で58秒ＫＯ勝ち
2004年1月4日、山内裕太郎の持つ全日本ウェルター級タイトルに挑戦するも、判定負け。タイトル獲得ならず。
2004年5月、空修会館が休会となり平谷法之・寺戸伸近と共に新チーム「BOOCH BEAT（ブッチ・ビート）」所属となった。
2004年9月、高谷裕之に判定勝ち。
2004年11月19日、山内の持つ全日本ウェルター級タイトルに再挑戦するも、引き分け。またしても、タイトル獲得ならず。
2005年2月6日、全日本キックボクシング連盟興行で佐藤嘉洋と対戦。1Rに2回、2Rに2回、3Rに1回、4Rに1回と計6回のダウンを奪われ、ジャッジ3者とも39-50という大差の判定負け。
2005年5月4日にK-1デビュー、オープニングファイトを3試合経験。
2005年9月、阿部裕幸にＫＯ勝ち。
2006年1月、「BOOCH BEAT」から「青春塾」に移籍。
2006年2月4日、K-1本戦デビューとなった「K-1 WORLD MAX 2006 〜日本代表決定トーナメント〜」では1回戦でTATSUJIと対戦するも、試合中に右肩を脱臼。しばらく戦い続けるも、レフェリーが異状に気付き試合をストップ。ドクターチェック時には「できるよ!」などと涙ながらにドクターに叫んで訴えたがドクターストップで敗れた。複雑な脱臼となり、2月末に手術を行った。
2006年9月4日、K-1 WORLD MAXで7か月ぶりに復帰しファリッド・キダーと対戦したが、判定負け。
2007年5月11日、王座決定トーナメントの決勝で湟川満正に判定勝ち。第23代ウェルター級王者となった。試合後にマイクを持ち、「このベルトは通過点だと思っていたけど、巻くと凄く嬉しい。全日本キックの先輩の魔裟斗さん、佐藤嘉洋さん、小林聡さんみたいな、オーラのある選手になりたい」とコメントした。
2007年10月25日、全日本キックボクシング興行で尾崎圭司とK-1ルールで対戦し、判定勝ち。「K-1 WORLD MAX 2008 〜日本代表決定トーナメント〜」への出場を決めた。
2008年2月2日、K-1 WORLD MAX 2008 〜日本代表決定トーナメント〜に出場。1回戦でアンディ・オロゴンと対戦。互角の戦いを見せるも2Rのダウンが響き判定負け。
2008年4月9日、K-1 WORLD MAX 2008 FINAL16のオープニングファイトでマルフィオ・"ザ・ウォーリヤータイガー"・カノレッティと対戦し、判定勝ち。
2008年12月5日、全日本キックボクシング連盟興行でクリストフ・プルボーと全日本ウェルター級タイトルマッチで対戦し、頭部カットによるTKO負け。
2009年2月23日、K-1 WORLD MAX 2009 〜日本代表決定トーナメント〜に出場。1回戦で前回敗れているTATSUJIに延長R判定勝ち。準決勝で長島☆自演乙☆雄一郎と対戦。2Rに左フックでダウンを奪い、3Rに長島が出血によるドクターストップとなったためTKO勝ちで決勝進出。決勝では小比類巻太信と対戦。準決勝までのダメージを残しながらも、3Rには右ストレートでダウンを奪ったが判定負け。準優勝となった。
2009年4月21日、K-1 WORLD MAX 2009 World Championship Tournament FINAL16のトーナメント1回戦でイム・チビンと対戦し、2Rにバックブローでダウンを奪うなどして判定勝ちを収めた。当初はリザーブファイトに出場予定であったが、日本王者の小比類巻太信のドクターストップにより本戦出場となり、日本人3人の中で唯一の準々決勝進出となった。
2009年7月13日、K-1 WORLD MAX 2009 FINAL8のトーナメント準々決勝でドラゴと対戦した。下馬評を覆し、終始圧倒し判定勝ちを収め、準決勝に駒を進めた。また、この試合には佐々木希がデザインしたキックパンツを着用して臨んだ。
2009年10月26日、K-1 WORLD MAX 2009 FINALのトーナメント準決勝でジョルジオ・ペトロシアンと対戦し、1Rにパンチで2度のダウンを奪われKO負け。しかし、この年の日本人最上位の世界トーナメント第3位となった。
2010年3月27日、K-1 WORLD MAX 2010 〜-70kg Japan Tournament〜の1回戦で、事実上の決勝戦として最も注目を集め、日菜太と対戦。結果は判定負け。日本トーナメント1回戦敗退となった。
2010年4月29日、Krush.6のメインイベントでスコット・シャファーと対戦した。1Rにパンチでダウンを奪われ、更にKO寸前まで追い詰められるも、2R以降盛り返し、3Rに右ハイキックからの左膝蹴りで逆転KO勝ちを収めた。試合後のリング上で試合を観戦していたK-1イベントプロデューサーの谷川貞治に対して「推薦枠で出してください」と世界トーナメント出場を直訴した。谷川は「優弥クンの試合が素晴らし過ぎて、ファンの意見も聞きながら本当は考えていなかった世界トーナメントの出場も考えたい」と高評価した。
2010年7月5日、K-1 WORLD MAX 2010 〜-70kg World Championship Tournament FINAL16〜で佐藤嘉洋と対戦し、0-2の判定負け。後日、ジャッジの集計ミスが発覚し、0-3の判定負けへの訂正が発表された。
2010年8月14日、Krush.9のメインイベントで名城裕司と対戦予定であったが、7月28日に急性虫垂炎および汎発性腹膜炎と診断され、翌29日に虫垂切除手術を受けたため、欠場となった。
2010年11月8日、K-1 WORLD MAX 2010 -70kg World Championship Tournament FINALのスーパーファイトで総合格闘家・池本誠知と対戦し、2Rに3度のダウンを奪いTKO勝ちを収めた。
2011年1月9日、Krush初代王座決定トーナメント 〜Round.2〜のスーパーファイトで渡辺雅和と対戦し、2Rに2度のダウンを奪いKO勝ちを収めた。
2011年2月5日、谷山ジム主催「ビッグバン〜統一への道〜 其の四」で新田純一とのエキシビションマッチを行なった。
2011年4月30日、Krush初代王座決定トーナメント ～Triple Final Round～で郷野聡寛と対戦し、判定勝ち。
2011年5月29日、Krush -70kg初代王座決定トーナメント ～開幕戦～で、K-1甲子園2009 -70kg級王者松倉信太郎と対戦し、3Rに膝蹴りでダウンを奪われ0-3の判定負けを喫した。
2016年4月、首の怪我により現役引退を表明。

## 戦績

### プロキックボクシング
| キックボクシング 戦績 | キックボクシング 戦績 | キックボクシング 戦績 | キックボクシング 戦績 | キックボクシング 戦績 | キックボクシング 戦績 | キックボクシング 戦績 |
| --------------------- | --------------------- | --------------------- | --------------------- | --------------------- | --------------------- | --------------------- |
| 57 試合               | (T)KO                 | 判定                  | その他                | 引き分け              | 無効試合              |                       |
| 33 勝                 | 11                    | 21                    | 0                     | 1                     | 0                     |                       |
| 23 敗                 | 6                     | 17                    | 0                     | 1                     | 0                     |                       |

| 勝敗 | 対戦相手                                             | 試合結果                                        | 大会名 | 開催年月日     |
| ×    | 阿佐美ザウルス                                       | 3R終了 判定0-3                                  | Krush.20 | 2012年7月21日  |
| ×    | シュー・イェン                                       | 2R 1:37 KO（3ノックダウン）                     | Krush.16 | 2012年2月17日  |
| ×    | 名城裕司                                             | 1R 3:00 KO（パンチ連打）                        | FIGHT FOR JAPAN K-1 WORLD MAX 2011 -70kg Japan Tournament FINAL 【決勝】                                                                          | 2011年9月25日  |
| ○    | 健太                                                 | 延長R終了 判定3-0                               | FIGHT FOR JAPAN K-1 WORLD MAX 2011 -70kg Japan Tournament FINAL 【準決勝】                                                                        | 2011年9月25日  |
| ○    | 松倉信太郎                                           | 3R終了 判定3-0                                  | FIGHT FOR JAPAN K-1 WORLD MAX 2011 -70kg Japan Tournament FINAL 【１回戦】                                                                        | 2011年9月25日  |
| ×    | 松倉信太郎                                           | 3R終了 判定0-3                                  | Krush -70kg初代王座決定トーナメント ～開幕戦～ 【１回戦】                                                                                         | 2011年5月29日  |
| ○    | 郷野聡寛                                             | 3R終了 判定3-0                                  | Krush初代王座決定トーナメント ～Triple Final Round～ 【スーパーファイト】                                                                         | 2011年4月30日  |
| ○    | 渡辺雅和                                             | 2R 2:16 KO（左フック）                          | Krush初代王座決定トーナメント 〜Round.2〜 | 2011年1月9日   |
| ○    | 池本誠知                                             | 2R 2:22 KO（3ノックダウン：パンチ連打）         | K-1 WORLD MAX 2010 -70kg World Championship Tournament FINAL                                                                                      | 2010年11月8日  |
| ×    | 佐藤嘉洋                                             | 3R終了 判定0-3                                  | K-1 WORLD MAX 2010 〜-70kg World Championship Tournament FINAL16 / -63kg Japan Tournament FINAL〜 【-70kg World Championship Tournament FINAL16】 | 2010年7月5日   |
| ○    | スコット・シャファー                                 | 3R 1:59 KO（左膝蹴り）                          | Krush.6 | 2010年4月29日  |
| ×    | 日菜太                                               | 3R終了 判定0-3                                  | K-1 WORLD MAX 2010 〜-70kg Japan Tournament〜 【1回戦】                                                                                           | 2010年3月27日  |
| ×    | ジョルジオ・ペトロシアン                             | 1R 2:09 KO（2ノックダウン：右フック）           | K-1 WORLD MAX 2009 World Championship Tournament FINAL 【準決勝】                                                                                 | 2009年10月26日 |
| ○    | ドラゴ                                               | 3R終了 判定3-0                                  | K-1 WORLD MAX 2009 World Championship Tournament FINAL8 【準々決勝】                                                                              | 2009年7月13日  |
| ○    | イム・チビン                                         | 3R終了 判定3-0                                  | K-1 WORLD MAX 2009 World Championship Tournament FINAL16 【1回戦】                                                                                | 2009年4月21日  |
| ×    | 小比類巻太信                                         | 3R終了 判定0-3                                  | K-1 WORLD MAX 2009 〜日本代表決定トーナメント〜 【決勝】                                                                                          | 2009年2月23日  |
| ○    | 長島☆自演乙☆雄一郎                                   | 3R 0:59 TKO（ドクターストップ：右瞼カット）     | K-1 WORLD MAX 2009 〜日本代表決定トーナメント〜 【準決勝】                                                                                        | 2009年2月23日  |
| ○    | TATSUJI                                              | 延長R終了 判定3-0                               | K-1 WORLD MAX 2009 〜日本代表決定トーナメント〜 【1回戦】                                                                                         | 2009年2月23日  |
| ×    | クリストフ・プルボー                                 | 4R 2:59 TKO（ドクターストップ：頭部カット）     | 全日本キックボクシング連盟「Fujiwara Festival 〜藤原祭り2008〜」 【全日本ウェルター級タイトルマッチ】                                             | 2008年12月5日  |
| ○    | "オルチャン"クォン・ミンソク                         | 3R終了 判定3-0                                  | 全日本キックボクシング連盟 「Krush! 〜Kickboxing Destruction〜」                                                                                  | 2008年11月8日  |
| ×    | サムランチャイ・96ピーナン                           | 3R 2:25 TKO（ドクターストップ：頬カット）       | 全日本キックボクシング連盟 「SWORD FIGHT 2008 〜日本VSタイ5対5マッチ〜」                                                                          | 2008年9月19日  |
| ×    | サムゴー・ギャットモンテープ                         | 5R終了 判定1-2                                  | 全日本キックボクシング連盟「野良犬電撃作戦」 | 2008年6月22日  |
| ○    | マルフィオ・"ザ・ウォーリヤータイガー"・カノレッティ | 3R終了 判定3-0                                  | K-1 WORLD MAX 2008 World Championship Tournament FINAL16 【オープニングファイト】                                                                 | 2008年4月9日   |
| ×    | アンディ・オロゴン                                   | 3R終了 判定0-3                                  | K-1 WORLD MAX 2008 〜日本代表決定トーナメント〜 【1回戦】                                                                                         | 2008年2月2日   |
| ○    | 尾崎圭司                                             | 3R終了 判定2-0                                  | 全日本キックボクシング連盟 「浪漫 〜 Kick Return 〜 Kickboxer of the best 60 Tournament 決勝戦」 【K-1 WORLD MAXルール】                          | 2007年10月25日 |
| ○    | ジミー・エイメルス                                   | 5R終了 判定3-0                                  | 全日本キックボクシング連盟「Super Fight 2007」 | 2007年7月29日  |
| ○    | 湟川満正                                             | 5R終了 判定2-0                                  | 全日本キックボクシング連盟「REARM」 【全日本ウェルター級王座決定トーナメント 決勝】                                                               | 2007年5月11日  |
| ○    | 金統光                                               | 5R終了 判定3-0                                  | 全日本キックボクシング連盟「Departure 〜野良犬FINAL〜」 【全日本ウェルター級王座決定トーナメント 準決勝】                                         | 2007年3月9日   |
| ×    | 濱崎一輝                                             | 延長R終了 判定0-3                               | 全日本キックボクシング連盟「藤原祭り 2006」 | 2006年12月8日  |
| ○    | 貴之ウィラサクレック                                 | 2R 1:23 TKO（ドクターストップ：鼻骨骨折の疑い） | 全日本キックボクシング連盟「青春塾祭り 〜Naokick's〜」                                                                                            | 2006年10月8日  |
| ×    | ファリッド・キダー                                   | 3R終了 判定0-2                                  | K-1 WORLD MAX 2006 〜世界王者対抗戦〜 | 2006年9月4日   |
| ×    | TATSUJI                                              | 2R 2:47 TKO（ドクターストップ：右肩脱臼）       | K-1 WORLD MAX 2006 〜日本代表決定トーナメント〜 【1回戦】                                                                                         | 2006年2月4日   |
| ×    | ヤッシーン・ベンファッジ                             | 3R終了 判定                                     | JANUS FIGHT NIGHT 2005 Thai Boxe Mondiale Tournament 【1回戦】                                                                                    | 2005年11月19日 |
| ○    | ASH-RA                                               | 3R終了 判定3-0                                  | K-1 WORLD MAX 2005 〜世界王者対抗戦〜 【オープニングファイト】                                                                                    | 2005年10月12日 |
| ○    | 阿部裕幸                                             | 2R 2:16 KO（膝蹴り）                            | 全日本キックボクシング連盟「STACK OF ARMS」 | 2005年9月16日  |
| ×    | 濱崎一輝                                             | 2R 2:20 TKO（レフェリーストップ：パンチ連打）   | K-1 WORLD GP 2005 in HIROSHIMA 【オープニングファイト】                                                                                           | 2005年6月14日  |
| ○    | 城戸康裕                                             | 3R終了 判定3-0                                  | K-1 WORLD MAX 2005 〜世界一決定トーナメント開幕戦〜 【オープニングファイト】                                                                      | 2005年5月4日   |
| ○    | ミルコ・カーン                                       | 3R 1:25 KO（3ノックダウン：右ハイキック）       | 全日本キックボクシング連盟「NEVER GIVE UP」 | 2005年4月17日  |
| ×    | 佐藤嘉洋                                             | 5R終了 判定0-3                                  | 全日本キックボクシング連盟「MOVING」 | 2005年2月6日   |
| △    | 山内裕太郎                                           | 5R終了 判定0-1                                  | 全日本キックボクシング連盟「The Championship」 【全日本ウェルター級タイトルマッチ】                                                               | 2004年11月19日 |
| ○    | 高谷裕之                                             | 3R終了 判定3-0                                  | 全日本キックボクシング連盟「DANGER ZONE」 | 2004年9月23日  |
| ○    | ミケール・サンチ                                     | 5R終了 判定3-0                                  | 全日本キックボクシング連盟「SUPER FIGHT 〜MAXIMAM〜」                                                                                             | 2004年7月24日  |
| ○    | モネ・ハビエル                                       | 3R 0:53 KO（右フック）                          | 全日本キックボクシング連盟「Fire Wire」 | 2004年5月16日  |
| ○    | 金沢久幸                                             | 3R終了 判定2-0                                  | 全日本キックボクシング連盟 「全日本ライト級最強決定トーナメント2004 2nd.STAGE」                                                                   | 2004年4月16日  |
| ×    | 山内裕太郎                                           | 5R終了 判定0-2                                  | 全日本キックボクシング連盟「Wilderness」 【全日本ウェルター級タイトルマッチ】                                                                     | 2004年1月4日   |
| ○    | 加藤督朗                                             | 1R 0:58 KO（左ミドルキック）                    | 全日本キックボクシング連盟「SCRAMBLE」 | 2003年11月23日 |
| ○    | 千葉友浩                                             | 3R 2:46 KO（3ノックダウン：左フック）           | 全日本キックボクシング連盟「KNOCK DOWN」 | 2003年9月27日  |
| ○    | 小松隆也                                             | 3R終了 判定3-0                                  | 全日本キックボクシング連盟「KICK OUT」 | 2003年7月20日  |
| ×    | 藤牧孝仁                                             | 3R終了 判定1-2                                  | 全日本キックボクシング連盟 「全日本ライト級最強決定トーナメント 〜決勝戦〜」 【全日本ライト級最強決定トーナメント リザーブマッチ】                | 2003年5月23日  |
| ×    | 花戸忍                                               | 延長R終了 判定0-2                               | 全日本キックボクシング連盟 「全日本ライト級最強決定トーナメント」 【全日本ライト級最強決定トーナメント 1回戦】                                    | 2003年3月8日   |
| ×    | イム・チビン                                         | 5R終了 判定                                     | 龍PROMOTION「I.K.M.F. 韓国・日本4VS4マッチ」 | 2002年12月1日  |
| ○    | 不明                                                 | KO                                              | 不明（バンコク） | 2002年9月      |
| ○    | 北野ユウジ                                           | 3R終了 判定2-0                                  | 全日本キックボクシング連盟「MOVEMENT」 | 2002年5月30日  |
| ○    | 長谷川誠                                             | 3R終了 判定3-0                                  | 全日本キックボクシング連盟「VANGUARD」 | 2002年2月15日  |
| ×    | 藤牧孝仁                                             | 3R終了 判定0-2                                  | 全日本キックボクシング連盟「GO AHEAD!」 【Lightning全日本ライト級3Rトーナメント 準決勝】                                                          | 2001年10月12日 |
| ○    | 原田卓                                               | 3R終了 判定3-0                                  | 全日本キックボクシング連盟「REVOLVER」 【Lightning全日本ライト級3Rトーナメント 1回戦】                                                            | 2001年9月7日   |

### エキシビションマッチ
| 勝敗 | 対戦相手 | 試合結果 | 大会名                                    | 開催年月日   |
| －   | 新田純一 | 2分1R    | 谷山ジム「ビッグバン・統一への道 其の四」 | 2011年2月5日 |

## 獲得タイトル
- 第23代全日本キックボクシング連盟ウェルター級王座
- K-1 WORLD MAX 2009 〜日本代表決定トーナメント〜 準優勝

## その他
- お笑いタレントのまちゃまちゃと親交がある。
- 「蹴覇道」というブランドのイメージモデルとしても活躍している。
- 本人曰く「相手を殴り倒すという意識は一切なく、技を綺麗に出すことを目指している」とのことで、東京スポーツのインタビューに「もともと闘争心はない」「小さい頃の夢もケーキ屋さんになること（笑）」と語っている[14]。
- 実は2005年2月の佐藤嘉洋との対戦を最後に引退するつもりであったという。元々佐藤との対戦自体、当初佐藤と対戦する予定だった相手が怪我で欠場したために試合の10日前に急遽組まれたものであり、本人も当時を振り返って「引退するつもりだったから、倒されるのがわかってて受けた」と語っている[14]。試合は前述の通り6度のダウンを喫する惨敗だったが、しかしその試合の内容がなぜかK-1サイドに評価され、それ以後K-1の興行に呼ばれるようになった。
- また2008年12月の対プルボー戦の後にも引退を考えたというが、本人によれば周囲がそれに対しいい顔をしなかったとのことで、「恩返ししようと思ってムチャクチャ練習するようになった」「周りが僕を変えてくれ、なかった闘争心がわき出てきた」と語っている[14]。
- 2009年10月3日に放送されたTBS系のバラエティ番組『オールスター感謝祭'09秋』の1コーナーである「赤坂5丁目ミニマラソン」で初参加ながら優勝を果たした。